# Eustomias schiffi
Eustomias schiffi es una especie de pez de la familia Stomiidae en el orden de los Stomiiformes.

## Hábitat
Es un pez de mar y de aguas profundas que vive hasta 1.098 m de profundidad.

## Distribución geográfica
Se encuentra en Bermuda.